# Irma Schwager
Irma Schwager (* 31. Mai 1920 in Wien als Irma Wieselberg; † 22. Juni 2015 Wien) war eine österreichische antifaschistische Widerstandskämpferin, Politikerin (KPÖ) und Philanthropin.

## Leben
In ihren Jugendjahren war Irma Wieselberg in der sozialistisch-zionistischen Jugendorganisation Hashomer Hatzair aktiv. Eine weitere politische Bewusstseinsbildung erfolgte in den Jahren des Austrofaschismus, als Irma Wieselberg als Schülerin die Restriktionen des autoritären Ständestaates zu spüren bekam. Nach dem Ende der Schulzeit arbeitete sie als Verkäuferin in Wien. Als 18-Jährige musste sie nach dem „Anschluss“ wegen ihrer jüdischen Herkunft nach Belgien emigrieren, wo sie Verbindung zur Kommunistischen Partei Österreichs (KPÖ) erhielt. Nach der Okkupation Belgiens durch die deutsche Wehrmacht floh sie nach Frankreich, wo sie im Lager Gurs interniert wurde. Hier trat sie 1940 der Parteigruppe der KPÖ bei. Nach ihrer Flucht aus dem Internierungslager schloss sie sich der Résistance an. In Frankreich gab sie sich im Rahmen der TA (Travail allemand) als Elsässerin Susanne Berger aus und war in der „Mädelarbeit“ aktiv. Aufgabe dieser Frauen war es, deutsche Soldaten durch Gespräche und Agitationsmaterial von der Sinnlosigkeit und Ausweglosigkeit des Krieges zu überzeugen. „War es gelungen, ein gewisses Vertrauen aufzubauen – und zwar ohne Vertraulichkeit –, konnte man mit vorsichtiger Nazi-Kritik anfangen. Später dann konnte man Flugblätter der Résistance zeigen. Sie auszuhändigen war extrem risikoreich“, sagte Schwager. Je acht Frauen bildeten eine Gruppe. Vier Mitglieder aus Schwagers Gruppe wurden verhaftet und ins Konzentrationslager gebracht, ein Mitglied wurde hingerichtet.
Im Jahr 1945 kehrte sie mit ihrem Mann Zalel Schwager (1908–1984), einem Spanienkämpfer, und ihrer im Krieg geborenen Tochter nach Wien zurück. Erst hier erfuhr sie, dass ihre Eltern und zwei ihrer drei Brüder aus Wien deportiert im Holocaust ermordet worden waren. Seit 1952 arbeitete sie in der zentralen Leitung des Bundes Demokratischer Frauen, dessen Vorsitzende sie 1969 wurde. In dieser Funktion war sie maßgeblich beteiligt am Kampf gegen Atomrüstung und Kalten Krieg, für die Reform des österreichischen Scheidungsrechts und gegen die Illegalisierung der Abtreibung. Ab 1954 war sie Mitglied des Zentralkomitees der KPÖ, von 1980 bis 1990 gehörte sie auch dem Politischen Büro der Partei an. 2005 wurde Irma Schwager im Rahmen von 1000 Frauen für den Friedensnobelpreis 2005 für den Friedensnobelpreis nominiert.
Irma Schwager war von 1992 bis 1996 Präsidentin der Gesellschaft Österreich-Vietnam und ab 1996 deren Ehrenpräsidentin auf Lebenszeit. Während der US-Bombardements 1971 hatte sie Hanoi besucht und in Österreich eine Reihe von Solidaritätsaktionen für die Opfer des chemischen Krieges, in erster Linie missgebildete und behinderte Kinder, initiiert. Im Juli 2008 wurde sie von Staatspräsident Nguyễn Minh Triết während dessen Staatsbesuches in Österreich offiziell geehrt.
Am 35. Parteitag der KPÖ im Februar 2011 wurde Irma Schwager zur Ehrenvorsitzenden der Kommunistischen Partei Österreichs ernannt.
Sie war die frühere Schwiegermutter des SPÖ-Politikers und ehemaligen österreichischen Finanzministers Ferdinand Lacina sowie die Großmutter des Musikers Robert Rotifer. Rotifer brachte 2016 das Album Not Your Door heraus, mit dem er an seine Großmutter erinnert.
Irma Schwager ruht in Wien auf dem Friedhof der Feuerhalle Simmering (Gruppe E16, Nummer 200) gemeinsam mit ihrem Gatten Zalel Schwager. Die Parkanlage im Bereich Obere Augartenstraße – zwischen Gaußplatz und Unterer Augartenstraße im 2. Bezirk in Wien, wurde im September 2021, ihr zu Ehren, Irma-Schwager-Park benannt.